# Liste des villes du Liban

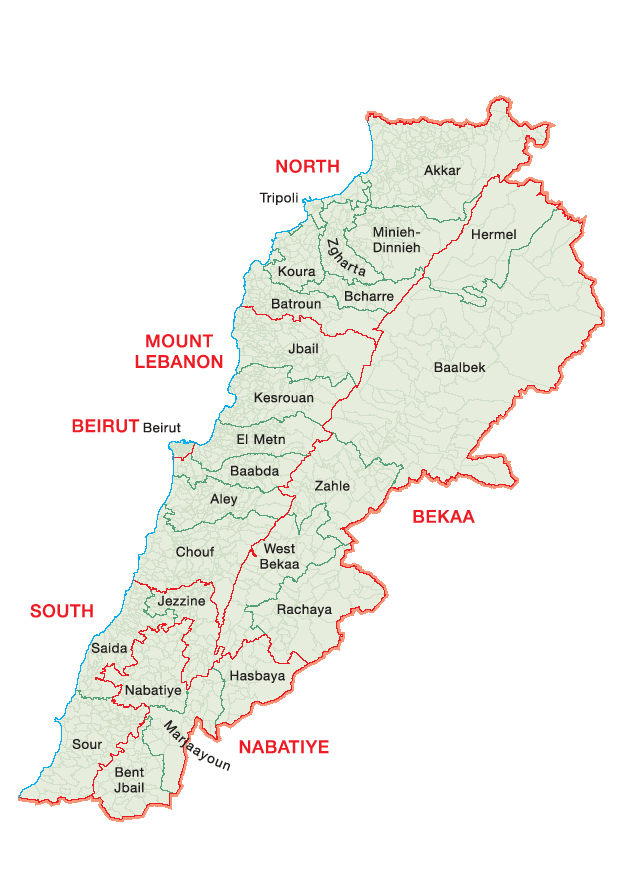
Les cazas du Liban.

Cet article contient une liste des villes et villages du Liban par ordre de population, par ordre alphabétique et par district.

## Les 20 principales villes du Liban
| Rang | Nom        | Nom                 | Population | Population | Gouvernorat |
| Rang | Latin      | Arabe               | Cens. 1970 | Cal. 2005  | Gouvernorat |
| 1.   | Beyrouth   | بيروت               | 474 870    | 1 251 739  | Beyrouth    |
| 2.   | Tripoli    | طرابلس              | 127 611    | 229 398    | Nord-Liban  |
| 3.   | Sidon      | صيدا                | 24 740     | 163 554    | Sud-Liban   |
| 4.   | Tyr        | صور                 | 16 500     | 135 204    | Sud-Liban   |
| 5.   | Nabatieh   | النبطية             | k.A.       | 98 433     | Nabatieh    |
| 6.   | Jounieh    | جونية               | k.A.       | 96 315     | Mont-Liban  |
| 7.   | Zahlé      | زحلة                | 46 800     | 78 145     | Bekaa       |
| 8.   | Baabda     | بعبدا               | k.A.       | 77 106     | Mont-Liban  |
| 9.   | Zgharta    | زغرتا(Zgharta)      | 18 200     | 32 917     | Nord-Liban  |
| 10.  | Baalbek    | بعلبك(Baalbak)      | 15 600     | 30 916     | Bekaa       |
| 11.  | Aley       | عاليه(Aley)         | 18 600     | 27 233     | Mont-Liban  |
| 12.  | Byblos     | جبيل(Jbeil/Bibloss) | k.A.       | 20 784     | Mont-Liban  |
| 13.  | Rayak      | رياق(Rayak)         | k.A.       | 18 876     | Bekaa       |
| 14.  | Marjayoun  | مرجعيون(Marjaiyoun) | 9 300      | 16 173     | Nabatieh    |
| 15.  | Amioun     | أميون(Amioun)       | 7 900      | 14 288     | Nord-Liban  |
| 16.  | Jezzine    | جزين(Jezzine)       | k.A.       | 13 476     | Sud-Liban   |
| 17.  | Rachaya    | راشيا(Rachaya)      | 6 700      | 11 288     | Bekaa       |
| 18.  | Hermel     | الهرمل(El-Hermal)   | 2 700      | 11 070     | Bekaa       |
| 19.  | Batroun    | البترون(El-Batroun  | 6 000      | 10 852     | Nord-Liban  |
| 20.  | Joub Jenin | جب جنين(Joub Jenin) | k.A.       | 7 087      | Bekaa       |

## Villes duLibanpar ordre alphabétique
- Antoura
- Ainata
- Ain Ebel
- Ain Saadeh
- Aitaroun
- Aley
- Amchit
- Amioun
- Anjar
- Antélias
- Araya
- Arbanieh
- Ardeh
- Arqa
- Ayta ash-Shab
- Baabda
- Baakline
- Baalbek
- Baraachit
- Batroun
- Baskinta
- Batroun
- Bécharré
- Béchouate
- Bentael
- Beit-Mery
- Beiteddine
- Bejjeh
- Beyno
- Beyrouth
- Bikfaya
- Bint-Jbeil
- Bkerké
- Bretel
- Bteghrine
- Byblos
- Canaa
- Chaqra
- Chartoun
- Chekka
- Chmestar
- Damour
- Daroun
- Debel
- Deir-el-Qamar
- Dour Choueir
- Ehden
- Fanar
- Fiké, Fakiha
- Ghadir
- Ghazir
- Ghazlyé
- Ghosta
- Hadeth
- Halba
- Harf
- Harissa
- Hasbaya
- Hermel
- Houla
- Ibl el Saqi
- Jdeideh
- Joub Jenin
- Jebrayel
- Jezzine
- Jmeijme
- Jounieh
- Jwaya
- Kfar Kela
- Kfarchouba
- Kfaremen
- Kfarsghab
- Kfarmelki
- Kfarzabad
- Khartoum
- Khenchara
- Khiam
- Labbouné
- Maaser Beit El Dine
- Machghara
- Maghdouché
- Mariatta
- Marwahin
- Mazraat el Chouf
- Menjez
- Miniara
- Minieh
- Marjayoun
- Maroun al-Ras
- Mokhtara
- Mtein
- Nabay
- Nabatieh
- Nabi Osman
- Naqoura
- Qaa
- Qobaiyat
- Qozhaya
- Rabieh
- Rachaya
- Rahbe
- Rayak
- Roumieh
- Saghbine
- Shabbaniah
- Sheilé
- Sidon
- Syr Denieh
- Tibnin
- Tikrit
- Tripoli
- Tyr
- Yammouné
- Zahlé
- Zghorta

## Les villages du Liban parCaza

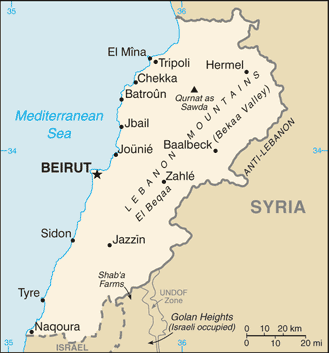
Carte du Liban.
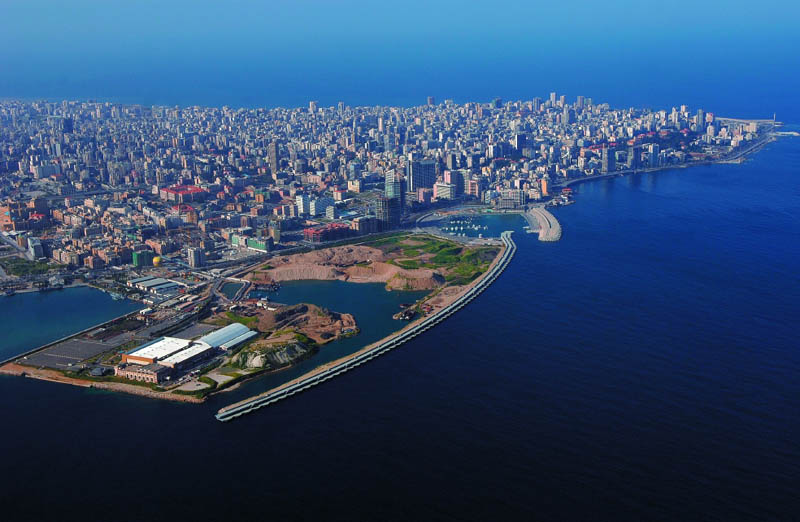
Beyrouth.
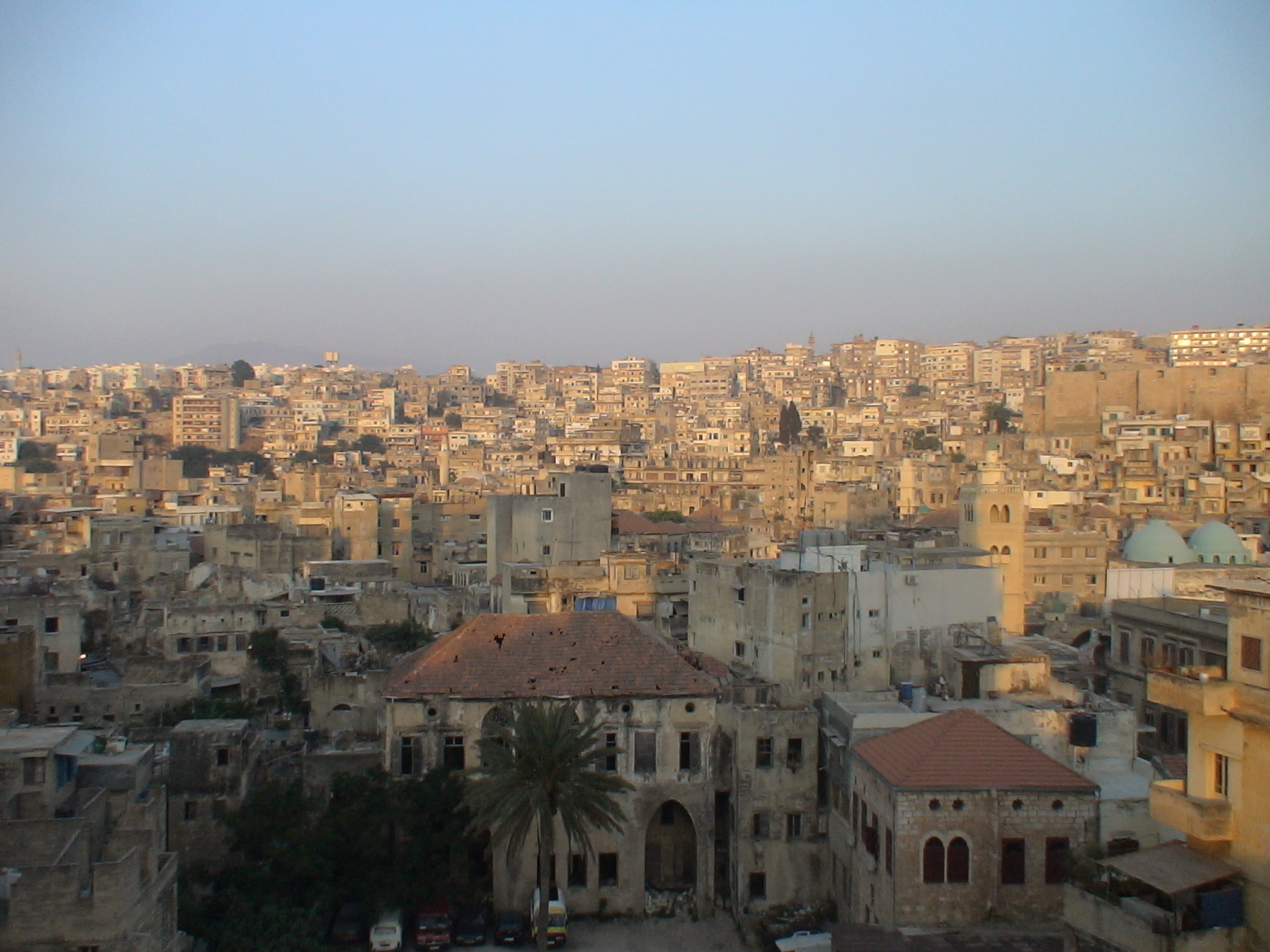
Tripoli.

### Aley(53)
- Ainab
- Ain Dara
- Ain El Remaneh
- Ain el Saydeh
- Ain Jedideh
- Ain Ksour
- Ain Onoub
- Abey - Ain Drafil
- Aghmid
- Aley
- Aramoun el Ghareb
- Baawerta
- Badghan
- Baissour
- Bassatine
- Bchamoun
- Bdadoun
- Bemkine
- Bennieh
- Bhamdoun
- Bkhechtey
- Bleibel
- Bmehray
- Bsous
- Btalloun
- Btater
- Chanay
- Charoun
- Chartoun
- Chemlan
- Choueifat
- Dfoun
- Deir Koubel
- Eitat
- Houmal
- Kahale
- Keyfoun
- Kfaraamey
- Kfarmatta
- Majdel Banaa
- Mansourieh - Ain el Marej
- Mecherfeh
- Mejdlaya
- Qmatiye
- Rajmeh
- Ramliyeh
- Rechmaya
- Remhala
- Rouaysset el Neeman
- Saoufar
- Souk El Gharb
- Taazanieh

### Baabda(45)
- Abadiyeh
- Araya
- Arbaniye - Dlaybe
- Arsoun
- Baabda
- Baalechmey
- Betchay - Al Mardacha
- Bmaryam
- Bsaba
- Btekhney
- Burj El Barajneh
- Bzebdine
- Chbeniyeh
- Chiyah
- Chouit
- Deir el Haref
- Falougha
- Furn el Chebbak - Ain el Remmaneh - Tehwitat el Nahr
- Ghbeireh
- Hadeth
- Hammana
- Haret Hreik
- Haret el Sett
- Hasbaya
- Hazmieh
- Jouar al Hoz
- Jouret Arsoun
- Kalaa
- Kfarchima
- Kfarselwan
- Khraybe
- Knayseh
- Kobeih
- Kortada
- Kraye
- Ksaybe
- Mrayje - Tehwitat el Ghadir - Al Laylake
- Qornayel
- Ras el Haref
- Ras el Metn
- Rouayset el Ballout
- Salima
- Tarchich
- Wadi Chahrour al Olya
- Wadi Chahrour al Soufla

### Baalbeck(52)
- Ain
- Ainata
- Baalbeck
- Barka
- Bednayel
- Béchouate
- Brital
- Btadhi
- Buday
- Chaat
- Chlifa
- Chmestar - Gharbi Baalbeck
- Deir el Ahmar
- Douriss
- Ersal
- Fiké, Fakiha - Jdeydeh
- Fleweh
- Hadath Baalbeck
- Halbata
- Hazin
- Hosh Barada
- Hosh el Rafika
- Hosh Snid
- Hosh Tal Safiya
- Hrebta
- Jabbouleh
- Janta
- Kah
- Karha
- Khodr
- Khraibeh
- Ksarnaba
- Laat
- Labweh
- Majdloun
- Mikna
- Nabi Chit
- Nabi Othman
- Ram - Jbenniyeh
- Ras Baalbeck
- Ras el Hadis
- Saayde
- Seriine el Fawka
- Seriine el Tahta
- Talya
- Taraya
- Tayba
- Temnin el Fawka
- Temnin el Tahta
- Wadi Faara
- Yammouné
- Younine

### Batroun(21)
- Ajdabra
- Assia
- Batroun
- Bcheeleh
- Bkesmaya
- Chebtine
- Chekka
- Douma
- Eddeh
- Hamat
- Hardine - Beit Kassab
- Hery
- Ibrine
- Kfarabida
- Kfarhalda
- Kfifane
- Kfour el Arabi
- Kobba
- Ras Nahhache
- Selaata
- Tannourine
- Zan

### Bcharré(11)
- Abdine
- Barhelyoun
- Bazooun
- Bcharré
- Bkaakafra
- Bkerkacha
- Hadath el Jobbeh
- Hadshit
- Hasroun
- Kanat
- Tourza

### Békaa-Ouest(27)
- Ain el Tineh
- Ain Zebdeh
- Ammik
- Ana
- Aytanit
- Baaloul
- Bab Mareh
- Ghaza
- Hoch Harimeh
- Joub Jenin
- Kamed el Laouz
- Karaoun
- Kefraya
- Kelya
- Kherbet Kanafar
- Lala
- Lebbaya
- Machghara
- Manara
- Mansoura
- Marej
- Maydoun
- Saghbine
- Sohmor
- Souairy
- Sultan Yaakoub
- Yehmor

### Beyrouth(1)
Municipalité de Beyrouth

### Bint-Jbeil(33)
- Ain Ebel
- Aynata
- Ayta ach-Chaab
- Ayta el Jabal
- Aitaroun
- Beit Lif
- Beit Yahoun
- Bint Jbeil
- Borj Kalaway
- Braachit
- Chakra wa Doubeih
- Debel
- Deir Antar
- Froun
- Ghandouriyeh
- Hanine
- Hariss
- Hdatha
- Jmeyjmeh
- Kafra
- Kalaway
- Kawzah
- Kfardounine
- Kherbet Selem
- Kounine
- Maroun al-Ras
- Rchaf
- Rmeich
- Serbine
- Sultanieh
- Tebnine
- Tiri
- Yater

### Chouf(70)
- Ainbal
- Ain Kani
- Ain Wzein
- Ain Zhalta
- Amatour
- Ammik
- Anout
- Atrine
- Baakline
- Baasir
- Baatharan
- Barja
- Barouk - Freydiss
- Bater
- Batloun
- Bchetfine
- Beiteddine
- Berjein & Mreyjat
- Bireh
- Botme
- Bsaba El Chouf
- Chehim
- Daher el Mghara
- Dalhoun
- Damour
- Daraya
- Debbieh
- Deir Dourit
- Deir-el-Qamar
- Deir Kouche
- Dmit
- Fouara
- Gharife
- Haret Jandal
- Hasrout
- Khraybeh
- Jadra
- Jahlieh
- Jbeih
- Jdeidet el Chouf
- Jiyeh
- Joun
- Kahlounie
- Ketermaya
- Kfarfakoud
- Kfarhim
- Kfarkatra
- Kfarnabrakh
- Kfarniss
- Knayse
- Maasser Beiteddine
- Maasser el Chouf
- Majdel Meouch
- Mazboud
- Mazraat el Chouf
- Mazraat el Daher
- Mechref
- Mghayrie
- Moukhtara
- Mristeh
- Naameh
- Niha
- Rmayle
- Sebline
- Semkanieh
- Serjbeil
- Wadi Sit
- Warhanieh
- Werdanieh
- Zaarouriye

### Hasbaya(15)
- Ain Kanya
- Chebaa
- Chwayya
- Fardiss
- Hasbaya
- Hbariyeh
- Kawkaba
- Kfarhamam
- Kfarchouba
- Kfeir
- Khalwat
- Marj el Zhour
- Mari
- Mimass
- Rachaya el Fokhar

### Hermel(5)
- Chawaghir el Fawka Wal Tahta
- Hermel
- Jouar el Hachich
- Kasser - Fisane
- Kouakh

### Jbeil(34)
- Afka
- Ain el Ghouayba
- Akoura
- Almat - Souaneh
- Amchit
- Annaya - Kfarbaal
- Bechtlida - Fidar
- Bentael
- Bejjeh
- Berbara
- Blatt
- Eddeh
- Ehmej
- Fatre
- Fidar
- Halate
- Hjoula
- Hosrayel
- Hsoun
- Jaje
- Jeddayel
- Jbeil
- Kartaba
- Laklouk
- Lassa
- Lehfed
- Mayfouk - Kattara
- Mazraat el Siyad
- Mechmech
- Mejdel
- Mghayreh
- Mounsef
- Nahr Ibrahim
- Ras Osta
- Rihani
- Tartej
- Yanouh

### Jezzine(35)
- Aitouleh
- Al Rihan
- Aramta
- Aray
- Aychieh
- Azour
- Benweteh
- Bkassine
- Bteddine El Loqch
- Haytoura
- Homsiyeh
- Jarmak
- Jezzine - Ain Majdaleyn
- Jernaya
- Karkha
- Kattine - Hidab
- Kfarfalous
- Kfarhouna
- Kfarjarrah
- Lebaa
- Louaizeh
- Machmouche
- Maknounieh
- Mharbieh
- Midane
- Mjeydel
- Mlikh
- Rimat - Chkadif
- Roum
- Sabbah
- Saydoun
- Sfaray
- Snaya
- Sojod
- Wadi Jezzine
- Zhalta

### Kesrouan(54)
- Aazra
- Achkout
- Adonis
- Ain El Rihaneh
- Ajaltoun
- Akaybeh
- Antoura
- Aramoun
- Ballouneh
- Batha
- Bekaatat Achkout
- Bkerké
- Bouar
- Bzommar
- Chahtoul & Jouret Mehad
- Chnanir
- Daraya
- Deraaoun Harissa
- Dlebta
- Faitroun
- Faraya
- Fatka
- Ghazir
- Ghebaleh
- Ghedrass
- Ghineh
- Ghosta
- Harissa
- Hiyata
- Hosein
- Hrajel
- Jdeideh - Harharaya - Kattine
- Jeita
- Jounieh
- Jouret Bedran
- Jouret el Termos
- Jwar El Hous
- Kaslik
- Kfardebian
- Kfour
- Kleiat
- Maaysra
- Mayrouba
- Raachine
- Rayfoun
- Safra
- Sehaileh
- Tabarja - Adma - Dafne - Kfaryassine
- Wata el Jawz
- Yahchouch
- Zaaytre
- Zeytoun
- Zouk Mikael
- Zouk Mosbeh

### Koura(34)
- Aaba
- Afsaddik
- Ain Ekrine
- Ajed Ibrine
- Amioun
- Anfeh
- Barsa
- Batroumine
- Bdebba
- Bechmezzine
- Bednayel
- Bkeftine
- Bsarma
- Bterram
- Btouratij
- Bziza
- Dar Beechtar
- Dar Chmezzine
- Deddeh
- Fih
- Kaftoun
- Kalhat
- Kefraya
- Kfarakka
- Kfarhata
- Kfarhazir
- Kfarkahel
- Kfarsaroun
- Kosba
- Mejdel - Zakzouk - Wata Fares
- Metrite
- Nakhleh
- Rasmaska
- Rechdebbine

### Marjayoun(24)
- Adayseh
- Adchit
- Bani Hayann
- Blatt
- Blida
- Debbine
- Deir Mimass
- Deir Syriane
- Ebel el Saky
- Houla
- Jdeidet Marjeeyoun
- Kabrikha
- Kantara
- Kfarkila
- Khiam
- Klayaa
- Majdel Selem
- Marjayoun
- Markaba
- Mays el Jabal
- Rab Thalathine
- Sawaneh
- Tallousseh
- Taybeh
- Wazzany

### Metn(51)
- Ain el Safssaf - Mar Michael-Bnabil
- Ain Saadeh
- Aintoura
- Antélias - Naqqach
- Ayroun
- Baabdat
- Baskinta
- Beit Chebab - Chaouiyeh et Konaytra
- Beit el Chaar et Hadirat
- Beit Mery
- Biakout
- Bikfaya - Mhaydseh
- Bourj Hammoud - Dora
- Broummana
- Bsalim - Mezher - Majzoub
- Bteghrine
- Dour Choueir - Ain el Sendianeh
- Dahr el Sawan
- Dbayeh - Zouk al Khrab - Haret al Ballaneh - Aoukar
- Dekwaneh - Mar Roukouz - Daher al Hosein
- Dik El Mehdi
- Douar
- Fanar
- Ghabe
- Jal el Dib - Bkenneya
- Jdeideh - Bauchrieh - Sad El Baouchriye
- Kaakour
- Kfarakab
- Kfertay
- Khenchara et Jouar
- Konnabet Broummana
- Kornet Chehwan - Ain Aar - Beit El Kekko et Hbous
- Kornet El Hamra
- Majdel Tarchich
- Mansourieh - Mkalles - Daychounieh
- Mar Chaaya et Mzekke
- Mar Moussa - Douar
- Marjaba
- Mazraat Yachoua
- Mrouj
- Mtein et Mchikha
- Nabay
- Ouyoun
- Rabieh
- Roumieh
- Sakiyat al Mesek - Bhersaf
- Sin el Fil
- Wata el Mrouj - Bois de Boulogne
- Zalka - Amaret Chalhoub
- Zarooun
- Zekrite

### Minieh-Denniye(18)
- Asoun
- Bakhoun
- Beddawi - Wadi Nahleh
- Beit el Fokss
- Bekaasafrine
- Bhannine et Artousa
- Bkarsouna - Kattine
- Deir Ammar
- Deir Nbouh
- Karm el Moher
- Kfarchalane
- Kfarhabou
- Minieh
- Mrah Sraj
- Nemrine et Bkaouza
- Sfireh
- Sir
- Tarane

### Nabatieh(38)
- Houmin el Tahta
- Adchit
- Ain Kana
- Ansar
- Arabsalim
- Arnoun
- Breykaah
- Charkiyeh
- Choukine
- Deir el Zahrani
- Doueir
- Ebba
- Habbouch
- Harouf
- Houmin el Fawka
- Jarjouh
- Jbaah - Ain Bouswar
- Jebchit
- Kaakaiyet el Jisr
- Kfarfila
- Kfarremane
- Kfarsir
- Kfartebnit
- Kfarwa
- Kfour
- Kossaybeh
- Mayfadoun
- Nabatieh el Fawka
- Nabatieh el Tahta
- Namiriyeh
- Roumine
- Sarba
- Siney
- Sir el Gharbiyeh
- Yehmor el Chekif
- Zawtar el Charkiyeh
- Zawtar el Gharbiyeh
- Zebdine
- Zefta

### Rachaya(26)
- Ain Arab
- Ain Ata(3rd highest village were people can live in the Middle East)
- Ain Harcha
- Akabeh
- Al-Rafid
- Ayha
- Ayta el Fekhar
- Bakifa
- Bakka
- Beit Lahya
- Bireh
- Daher el Ahmar
- Deir el Achayer
- Helwa
- Hoch
- Kawkaba
- Kfardaniss
- Kfarfouk
- Kfarmechki
- Kherbet Rouha
- Majdel Balhiss
- Mdoukha
- Mhaydseh
- Rachaya
- Tannoura
- Yanta

### Sayda(44)
- Abra
- Adloun
- Adousieh
- Ain el Deleb
- Ankoun
- Bablieh
- Barty
- Bayssarieh
- Bkosta
- Bnaafoul
- Bramieh
- Dareb el Sim
- Erkay
- Ghazieh
- Ghessanieh
- Haret Saida
- Hlalyeh
- Insariat
- Irzay
- Kaakaiyat el Snaoubar
- Kawthariyet el Siyyad
- Kfarhatta
- Kfarmilke
- Khartoum
- Khrayeb
- Knarite
- Krayeh
- Loubieh
- Maghdouche
- Majdelyoun
- Meemarieh
- Merwanieh
- Miyeh Wmiyeh
- Najjarieh
- Saïda
- Saksakieh
- Salhieh
- Sarafand
- Tafahta
- Tanbourit
- Zeita
- Zrariyeh

### Tripoli(3)
- Al-Qalamoun
- Mina
- Tripoli

### Tyr(55)
- Aaytit
- Abbassieh
- Ain Baal
- Alma el Chaab
- Arzoun
- Baflaya
- Barich
- Batoulieh
- Bayyad
- Bazourieh
- Bedyass
- Borj el Chamali
- Borj Rahhal
- Bourghlieh
- Boustane
- Chameh
- Chehabie
- Chehour
- Chihine
- Debaal
- Deir Amess
- Deir Kanoun - Ras el Ain
- Deir Kanoun Naher
- Derdghaya
- Halloussieh
- Hanawey
- Henniye
- Hmayri
- Jebal El Botom
- Jebbine
- Jouaya
- Kana
- Kolayleh
- Maarake
- Maaroub
- Mahroune
- Majadel
- Majdalzoun
- Mansouri
- Marwahine
- Mazraat Mechref
- Nakoura
- Ramadiye
- Rechknanay
- Selha
- Siddikine
- Srifa
- Tayrdebba
- Tayrfelsay
- Tayrharfa
- Toura
- Tyr
- Yanouh
- Yarine
- Zibkin

### Zahlé(29)
- Ablah
- Ain Kfarzabad
- Ali el Nahri
- Barelias
- Bouarij
- Chtoura
- Deir el Ghazal
- Ferzol
- Hay el Fikany
- Hezerta
- Hoch Moussa - Anjar
- Jdita
- Kaah el Rim
- Kab Elias - Wadi el Deloum
- Kfarzabad
- Kousaya
- Majdel Anjar
- Massa
- Mekssi
- Mrayjat
- Nabi Ayla
- Niha
- Rhit
- Rayak - Hoch Hala
- Saadnayel
- Taalbeya
- Taanayel
- Terbol
- Zahle - Maalaka

### Zgharta(31)
- Achach
- Aintourine
- Alma
- Arabet Kozhaya
- Arde
- Arjess
- Ayto
- Basloukit
- Bheyrat
- Bnachee
- Daraya - Bechnine
- Haret el Fouar
- Iaal
- Karem Saddeh
- Kfard Lakouss
- Kfaresghab - El Mareh
- Kfarfou
- Kfarhata
- Kfaryachit - Besebhel
- Kfarzayna
- Korah Bach
- Mazraat el Teffah
- Mejdlaya
- Mezyara - Haref - Hmayss - Sakhra
- Miryata - Kadrieh
- Rachiine
- Raskifa
- Sebhel
- Serhel
- Toula - Aslout
- Zgharta - Ehden